# Прево (посада)
Прево́ (фр. prévôt) — королівський урядовець у Франції, який займався фінансами, правосуддям, управлінням та суспільним порядком. Французьке королівство було поділено на «превоте́» (prévôtés) у X ст. Прево був, зокрема, молодшим урядовцем юстиції (його рішення могли бути оскаржені бальї та сенешалями) який розглядав, зокрема, за апеляцією рішення цивільних сеньоріальних судів. Едикт Крем'є від 1536 року дав йому право вирішувати певні справи в першій інстанції. Обирався у великих містах. Париж мав власного прево.
На українську це слово може бути приблизно перекладено словами: «голова», «старшина». Приблизно відповідає солтису в Речі Посполитій.

## Етимологія
Слово prévôt походить від лат. præpositus («розташований попереду», «президент», «голова») через ст.-фр. prevost.

## Історія
У старому французькому праві, слово prévôt мало кілька значень й прикладалося до кількох типів функцій. Як свідчить етимологія слова («розташований попереду»), так звалася всяка особа, що очолювала одну із галузей цивільної служби.
Починаючи з XI ст. Капетинги відбирають управління королівським доменом від шляхетства і передають його до прево. Останні були, як правило, заможними різночинцями, які володіли правом збирання королівських податків на своїй підконтрольній території (превоте). Ця практика, сприятлива для королівських фінансів, спричинила незабаром серйозні зловживання. Тому з кінця XII ст. прево контролювався «роз'їзним» бальї, надалі, у XIII ст. прево контролювали бальї і сенешаль на місцях.
Прево був у Середньовіччі завідувачем сеньйоріального домену і мав обов'язки управляти, судити та збирати податки. Безпосереднім начальником прево був бальї. Понад того, він був зобов'язаний управляти майном та прибутками господаря, світського або духовного володаря. Прево поступово став представником короля та його влади у підрозділі домену. У XIV ст. судова влада прево змінилася. Вона розширилася та стала являти суд першої інстанції як цивільного так і кримінального суду. Коли король дарував якомусь місту грамоту вільностей або грамоту громади (une charte de franchises ou de commune), він дарував йому тим самим і превоте. Зловживання та скарги підлеглих рясніли на цій службі, аж до того, що захист від свавілля превоте став однією із головних вимог громадської думки. Прево низького походження не користувалися любов'ю народу.
Як правило, превоте діяли за системою відкупів: держава віддавала прево збирання різноманітних податків, які були в королівстві, способом утримання частини грошей. Але ця система породила проблему, бо у такому разі було трудно контролювати їх й наглядати за ними. Прево з цього мали вигоду більш не дотримуватися своїх обов'язків і чинили, що хотіли.
Щодо фінансів, прево мали збирати гроші з населення, а саме чинш або польовий податок, який правився з врожаїв, до того ж ще й інші повинності, такі як прибутки від дорожніх зборів (які зазвичай стягали на мостах), також податки на товари.

## Королівський прево
Королівські прево (prévôt royal) посідали найнижчий рівень у ієрархії королівських суддів. Проте, молодші судді мали різні йменування залежно від області Франції, де вони несли свою службу. У Фландрії та Бургундії їх звали «шателени» (châtelains), у Нормандії — «віконти» (vicomtes), на Півдні — «віґ'є́» (viguiers) або «бе́лі, ба́йлі» (bayles). Королівський прево передавав зібрані кошти скарбничим короля в Парижі.

## Сеньйорський прево
Сеньйорський прево (prévôt seigneurial) — прево, назначуваний місцевим сеньйором. У сердньовічну добу, сеньйори тримали прево за зразком королівських. Унаслідок указів середини XVI ст. їм було приписано вибирати їхнього службовця юстиції. Прево у цьому випадку обирався більшістю голосів. Він виконовував ті ж обов'язки, що й королівський прево, але його юрисдикція поширювалась на сеньйорські землі, залежні від королівства Франції.

## Купецький прево
Незважаючи на те що король відмовився дати жалувану громадську грамоту Парижу, він був вимушений миритися з наявністю у представницьких органах міської олігархії, бо купецький прево й ешевени грали цю роль. Звідси й походить посада купецького прево (купецького старшини).
Купецький прево (prévôt des marchands) відав мірниками пшениці, вуличними торговцями, мірильниками ємностей та корчмарями. Надання звання купецького прево відбувалося як нагорода з особливої милості короля. Надалі його обов'язки зближаються з обов'язками мера. Купецький прево Парижа був головою паризького самоврядування.

## Церковний прево (пробст)
Прево є саном в церковних органах, таких як капітули. Там вона з'явилася ще до появлення посади прево як цивільної. Близька за повноваженнями сану декана. Положення чина різнилося залежно від часу та місця, але значився завжди серед верхів капітул. Абатства та колегіальні церкви також мали прево, підвищених зі ченців та каноніків, за подобою кафедральних капітул.
Слово prévôt у назві церковного чину може бути залишено без перекладу, а може також бути передано українськими словами «пробст» або «пробощ», які також походять від лат. præpositus через чеськ. probošt і пол. proboszcz.

## Маршальський прево
За часів монархії, маршальський прево (prévôt des maréchaux) — урядовець короля, військовик, суддя останньої інстанції (без права подальшого оскарження) злочинів та правопорушень, учинених бродягами (часто втікачами) і військовиками (військовий поліцейський). Маршальський прево столичного округу Іль-де-Франс («Острова Франції») звався специфічно «прево Острова» (фр. prévôt de l'Île); його компетенція доповняла компетенцію паризького прево.
Посада з'явилась у XIV ст. Влада прево була значною, бо маршальський прево (за розповідями військовиків) судив без оскарження провинних, які орудували на королівських дорогах (він відав дорожніми справами). Обов'язки надалі взяті у відання королівських бальяжів. Припускають, що саме з загонів маршальського прево походить жандармерія.
У XVI ст. прево маршалів мав стрільців і замісника. У випадку бальяжів Сана й Осера налічували десяток людей для кожного з цих округів.

## Прево королівської резиденції (головний прево Франції)
Прево королівської резиденції (prévôt de l'hôtel, grand prévôt de France) — морський офіцер, юридикція якого поширювалась на Лувр рівно як на все палацове господарство, суддя першої інстанції у цивільних справах (апеляції, які подавали до Великої Ради) і останньої інстанції у кримінальних справах та справах правопорядку, які стосувались Двору.

## Прево Парижа
Прево Парижа (prévôt de Paris) — королівський урядовець поставлений на чолі «Великого Шатле» (управління міської юстиції). Він мав представляти короля у місті, віконтстві та превоте Парижа. Починаючи з XVI ст. обов'язки прево розділені між королівським суддею з цивільних справ, королівським суддею з кримінальних справ та начальником поліції. Проте, посада прево Парижа продовжала існувати аж до 1792 року.
Король не впровадив посаду бальї в Парижі наприкінці XII ст. й залишив прево на своїм місці, мирячись зі зростанням обов'язків прево після приєднання до них обов'язків бальї. Як в інших бальяжах, функції виявлялися дедалі більш спеціалізованими у складі превоте Парижа: Королівський прокурор, Королівський адвокат, збирач податків, замісники. Так було з початку XV ст.

## Інші значення
- Старший прево Збройних Сил Канади — начальник канадської військової поліції.
- У сучасній Франції «прево» — службовець жандармерії, відряджений до збройних сил, коли вони поза межами країни.
- У фехтуванні у Франції «прево» (фр. prévôt d'armes) — помічник вчителя, який заміщає його на заняттях з учнями.

## Цікаві факти
- У російській мові існує слово прохвост («пройдисвіт», «негідник», запозичене до української як «прахвост»), яке є «родичем» цього французького слова. Це викривлене слово профос («військовий виконавець покарань, приглядач за порядком»)[3], яке походить від нім. Profos, Profoß[2]. У свою чергу, у ранньоверхньонімецьку мову це слово (у формі provoost) потрапило з середньонідерландської у XV столітті. Нідерландське provoost походить від старофр. prévost[4].